# Myrcia neobullata
Myrcia neobullata är en myrtenväxtart som beskrevs av Joáo Rodrigues de Mattos. Myrcia neobullata ingår i släktet Myrcia och familjen myrtenväxter. Inga underarter finns listade i Catalogue of Life.